# Internationale luchthaven van Nouakchott
De internationale luchthaven van Nouakchott is de luchthaven van de Mauritaanse hoofdstad Nouakchott. De oude luchthaven ligt op ongeveer twee kilometer ten oosten van het stadscentrum, en zeven kilometer ten oosten van de kust. Ze was de hub van Mauritania Airways tot het failliet hiervan in 2010. Sinds 2011 is Mauritania Airlines International er gebaseerd, tegenwoordig gerebrand als Mauritania Airlines.
Een nieuwe luchthaven is geopend in 2016, Oumtounsy Airport (NKC). en ligt 11 km ten noorden van de stad.

## Trafiek
Cijfers voor 2002:
- Totaal aantal vliegbewegingen: 6.087
- Aantal passagiers: 217.791
- Vracht: 1.009 ton

## Luchtvaartmaatschappijen en bestemmingen
- Air Algérie - Algiers
- Air France - Conakry, Paris-Charles de Gaulle
- Air Mali - Bamako
- Gambia Bird - Banjul
- Iberia - Gran Canaria, Madrid
- Canary Fly - Gran Canaria
- Mauritania Airlines International - Bamako, Brazzaville, Casablanca, Dakar, Conakry, Nouadhibou, Sélibaby
- Royal Air Maroc - Casablanca
- Sénégal Airlines - Dakar
- Tunisair - Tunis
- Turkish Airlines - Istanbul-Atatürk